# 蒙台梭利感官材料
蒙特梭利感官材料（Montessori sensorial materials）是蒙特梭利课堂使用的材料，以帮助孩子发展和完善他或她的五种感官。

## 棕色梯

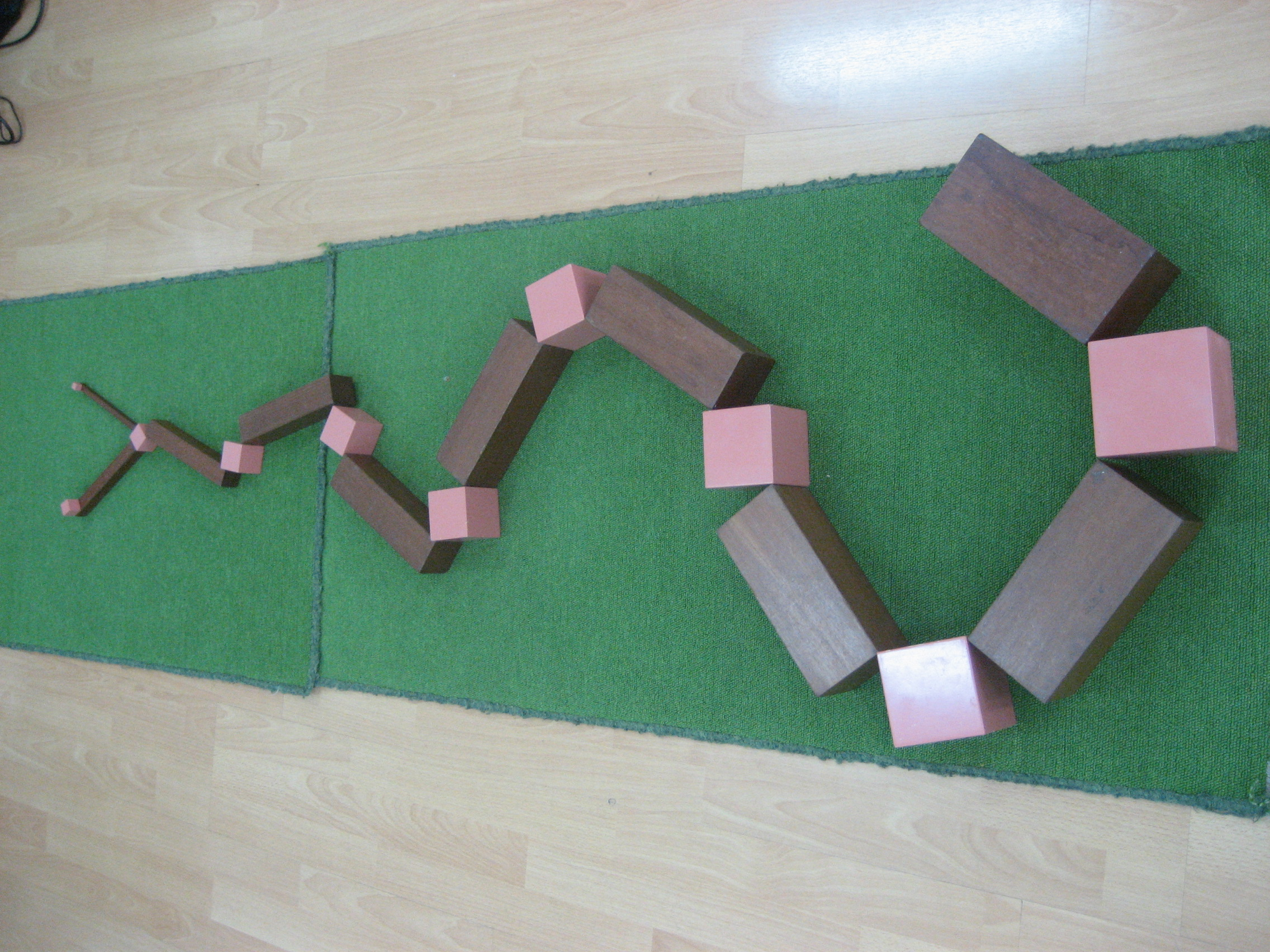
棕色梯

## 彩色圆柱

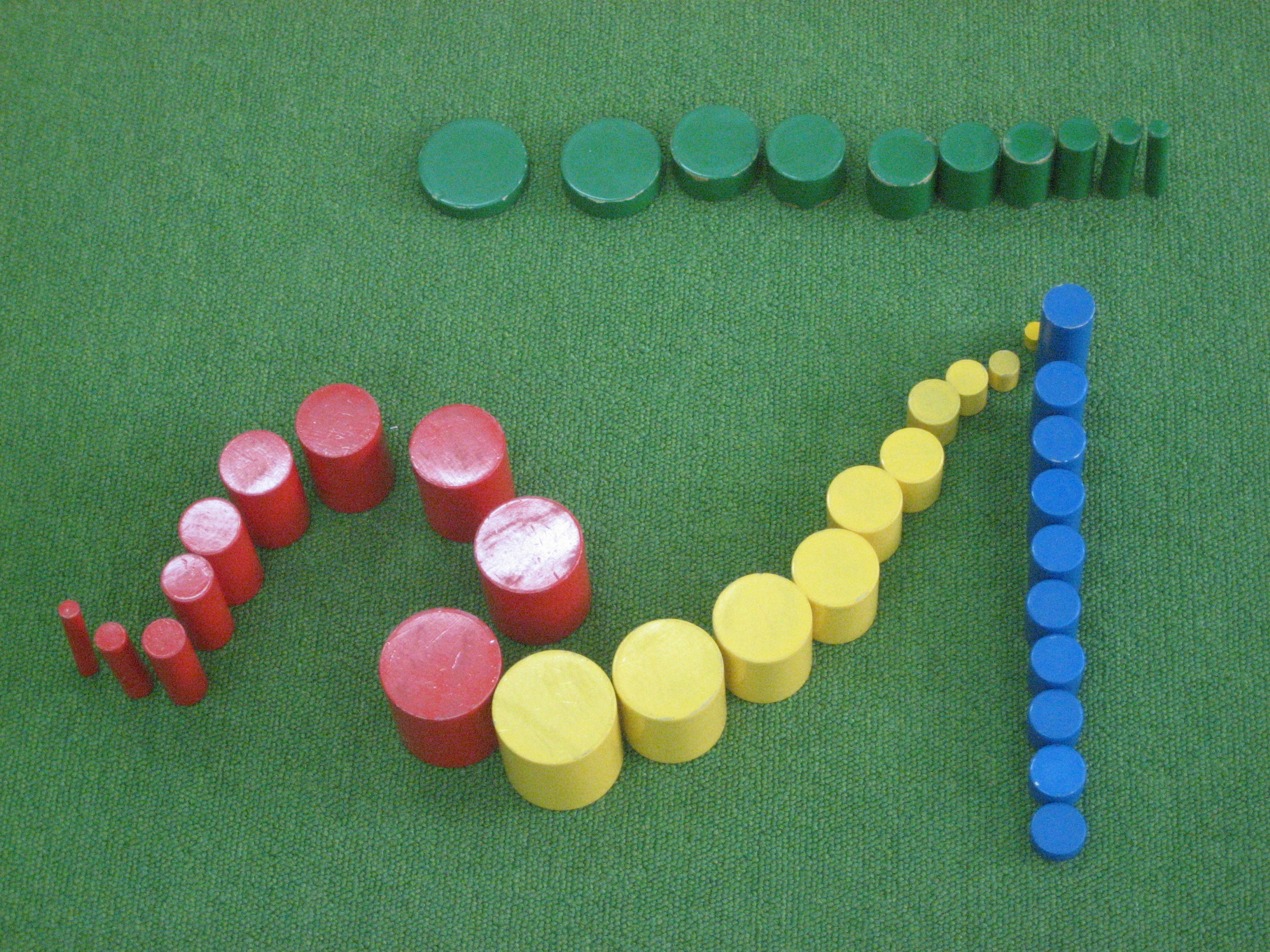
彩色圆柱
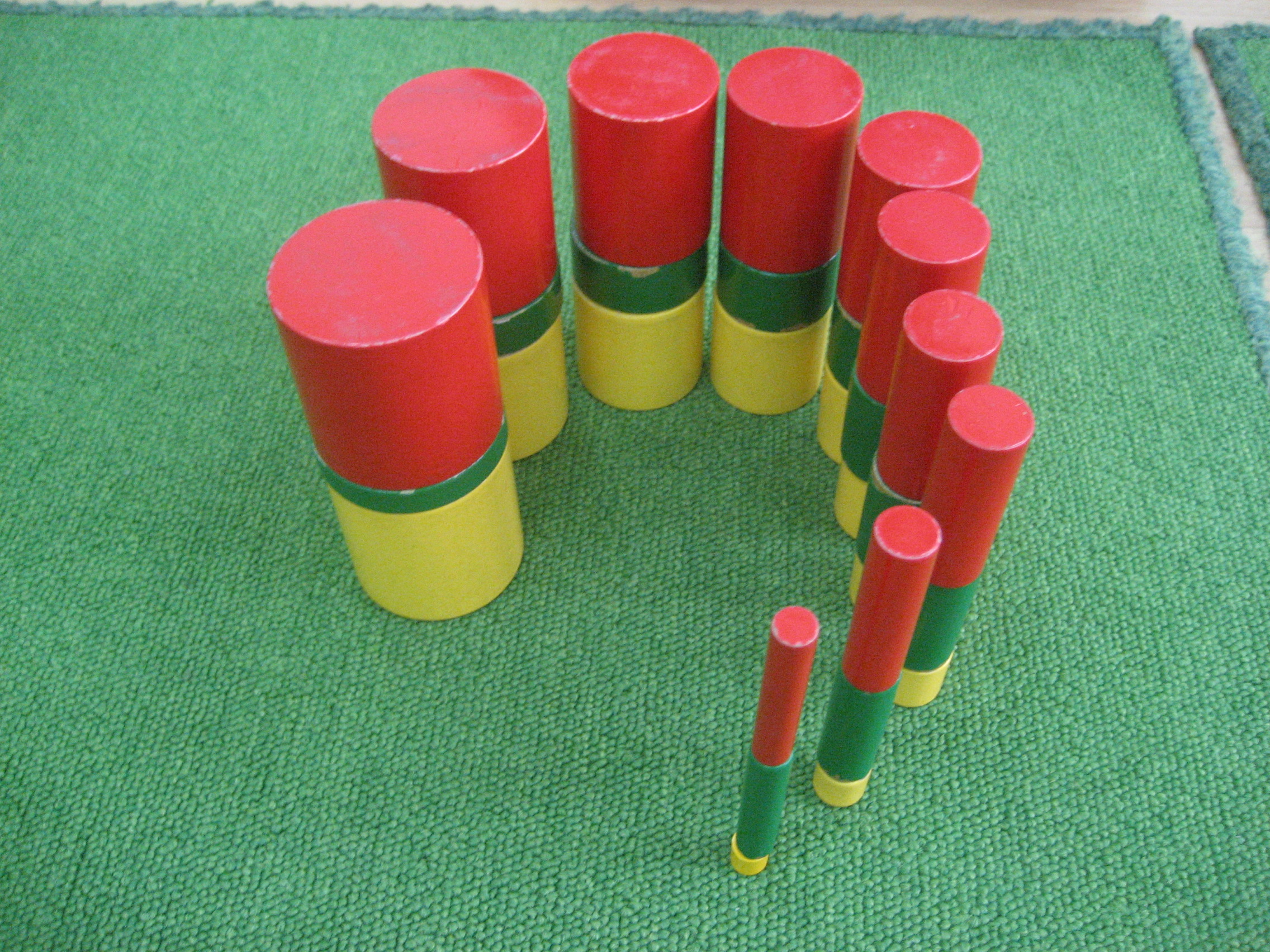
绿色，黄色和红色圆柱

## 二项式

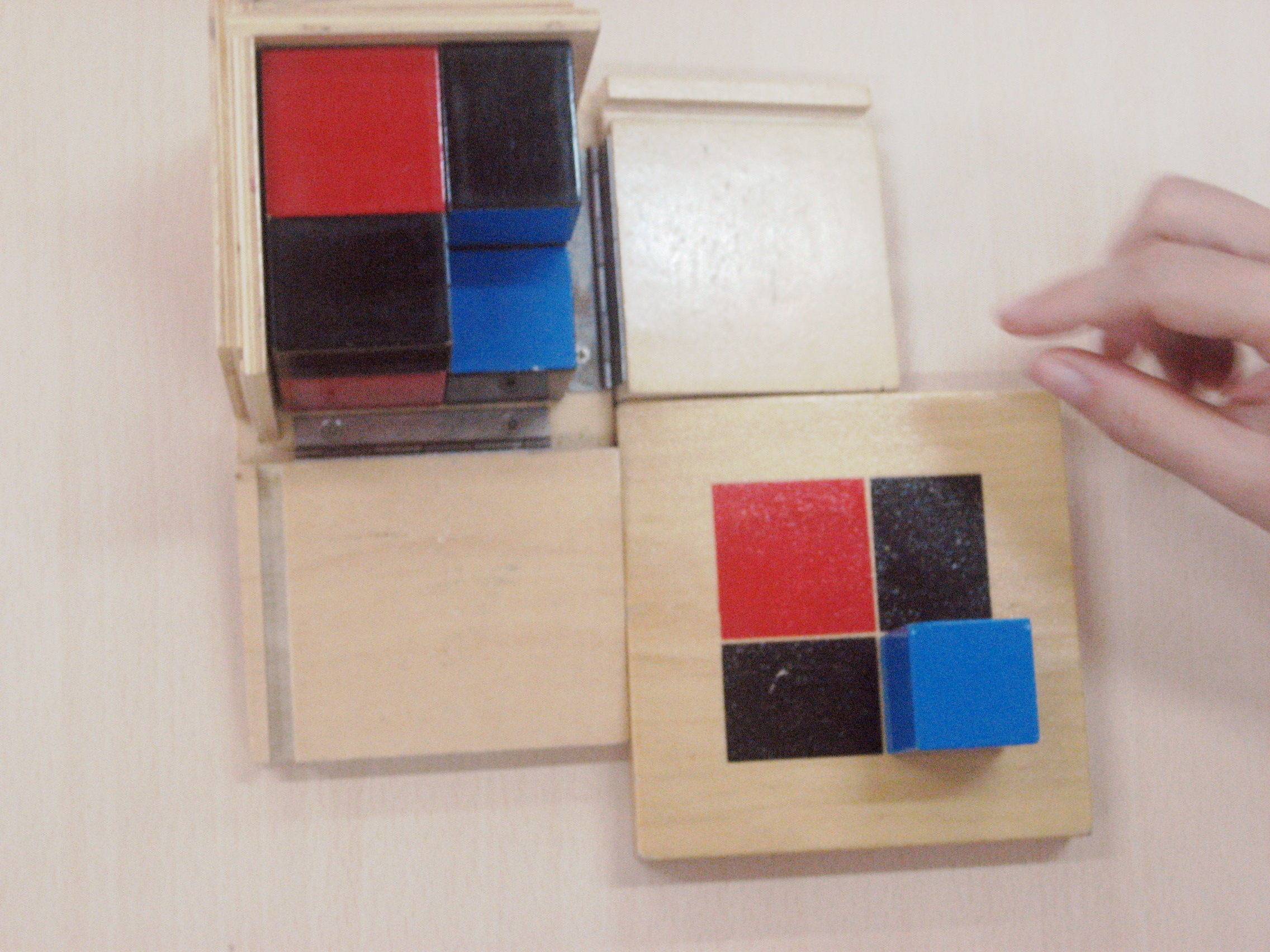
二项式